# Gare de Lorraine TGV
Vous lisez un « bon article » labellisé en 2010.
La gare de Lorraine TGV est une gare ferroviaire française de la ligne à grande vitesse Est européenne, située sur la commune de Louvigny (Moselle), au sud de Metz et au nord de Nancy, à sept kilomètres au sud-ouest de l'aéroport de Metz-Nancy-Lorraine, en région Grand Est. Ouverte en 2007, elle permet principalement d'accéder aux trains qui contournent l'agglomération parisienne par la LGV Interconnexion, les TGV vers Paris desservant directement les principales gares de centre-ville de la région. Elle est l'une des trois nouvelles gares de la LGV Est européenne en service depuis le 10 juin 2007, avec les gares de Meuse TGV et de Champagne-Ardenne TGV.
Le potentiel de trafic voyageurs étant plus faible pour les relations province-province que vers Paris, il a été décidé que tous les trains empruntant la LGV Interconnexion auraient systématiquement Strasbourg pour terminus, en effectuant plusieurs arrêts intermédiaires sur le parcours pour mutualiser les flux. Metz et Nancy étant alignées sur un axe nord-sud, il a fallu créer une gare commune à ces deux villes. Pour diverses raisons qui tiennent à la fois de contraintes techniques (le relief ou l'absence d'urbanisation) et politiques (les rivalités entre Metz et Nancy), la LGV Est européenne passe approximativement à mi-distance de Metz et de Nancy.
La gare se trouve ainsi en rase campagne. Sa situation, déconnectée du réseau de transport régional, a suscité depuis le début des années 1990 d'importants débats nourrissant les clivages politiques et géographiques dans la région. Après les élections de 2004, le nouveau conseil régional a entamé des procédures pour déplacer la gare de 10 km en direction de Paris, sur les rives de la Moselle, afin de créer une gare de correspondance (interconnexion TER/TGV) avec la ligne Métrolor Nancy – Metz – Luxembourg. Située alors à Vandières, elle devrait conserver le nom de Lorraine TGV.

## Situation ferroviaire
La gare de Lorraine TGV est située au point kilométrique (PK) 281,324 de la LGV Est européenne, après la gare de Meuse TGV, à 214 m d'altitude. Elle se situe vingt kilomètres en amont de l'extrémité orientale de la LGV Est, avant son prolongement vers l'Alsace dont les travaux ont été engagés en 2010.
La fin provisoire de la ligne à grande vitesse constitue un point de bifurcation avec, d'une part le raccordement de Baudrecourt à la ligne Réding – Metz vers Saverne et Strasbourg, et d'autre part le raccordement de Herny à la ligne de Rémilly à Stiring-Wendel vers Sarrebruck et Francfort.

## Histoire

### Construction et mise en service
L'architecte de la gare est Jean-Marie Duthilleul, directeur de l'aménagement de la SNCF.
Le 25 mai 2005, le préfet de région signe le permis de construire de la gare. Les travaux de terrassement débutent la même année.
En 2006, la pose de la première pierre n'a pas fait l'objet d'une cérémonie, contrairement aux gares de Meuse TGV et de Champagne-Ardenne TGV. Cela a été critiqué par les responsables politiques locaux qui organiseront une cérémonie quelques mois plus tard. La gare a été construite de janvier à décembre 2006 par la société de BTP CARI. Le génie civil a été assuré par la société COREDIA, le bureau d'études techniques (BET) étant assuré par l'AREP et la mission « ordonnancement, pilotage et coordination » (OPC) étant conduite par SERUE ingénierie.
Le 15 mars 2007, l'inauguration de la LGV s'est terminée par la rencontre en gare de Louvigny d'un train venant de Paris-Est avec un autre en provenance de Strasbourg. Réseau ferré de France (RFF), qui aurait souhaité mettre en avant lors de cette cérémonie le viaduc de Jaulny, qu'elle considérait comme le plus emblématique de la ligne nouvelle, a été confronté à l'opposition des élus de Moselle souhaitant promouvoir la gare de Louvigny,. Ceux-ci avaient dénoncé une provocation de « tous ceux qui ne voulaient pas voir le TGV franchir la vallée de la Moselle et assurer ainsi le développement de Metz et du département de la Moselle ».
Le premier train en service commercial à s'arrêter dans la gare fut un ICE3-MF, lors d'un parcours Paris – Sarrebruck, le 10 juin 2007 à 7 h 57.
L’inauguration publique a eu lieu le 15 juin 2007, avec un concert gratuit réunissant entre autres Patricia Kaas, Nâdiya, Faudel et Chimène Badi.

### Fréquentation
Lors des douze premiers mois suivant la mise en service de la LGV, 300 000 voyageurs ont utilisé la gare de Louvigny, principalement pour atteindre les gares franciliennes de Marne-la-Vallée - Chessy et d'Aéroport Charles-de-Gaulle TGV.
Cette fréquentation ne représente que la moitié des 600 000 voyageurs attendus (la SNCF a espéré jusqu'à 900 000 voyageurs). La fréquentation des relations province-province est ainsi inférieure aux attentes, alors que les trajets à partir des gares de centre-ville ont été plus nombreux que prévu. La gare de Champagne-Ardenne TGV a fait un meilleur résultat, notamment grâce à sa desserte par les transports en commun. Le trafic s'est par la suite amélioré pour atteindre 450 000 voyageurs sur l'année 2008 complète, puis 500 000 en 2009.
Aujourd'hui, la gare est essentiellement utilisée pour les trajets vers l'ouest : un comptage effectué en janvier et février 2008 avait relevé une moyenne de cinq voyageurs par jour entre Louvigny et Strasbourg.
Selon Christian Durr, directeur commercial de la LGV-Est, « la fréquentation est passée à 600 000 voyageurs en 2013. La moitié des flux est à destination de la région parisienne ; un tiers du trafic entre Metz, Nancy et Paris passe par la gare de Louvigny ».
De 2015 à 2022, selon les estimations de la SNCF, la fréquentation annuelle de la gare s'élève aux nombres indiqués dans le tableau ci-dessous.
| Année                      | 2015      | 2016      | 2017      | 2018    | 2019      | 2020    | 2021    | 2022    |
| -------------------------- | --------- | --------- | --------- | ------- | --------- | ------- | ------- | ------- |
| Voyageurs                  | 647 339   | 616 699   | 683 277   | 583 523 | 601 834   | 258 584 | 390 064 | 458 149 |
| Voyageurs et non voyageurs | 1 078 899 | 1 027 831 | 1 138 795 | 972 539 | 1 003 056 | 430 973 | 650 107 | 763 582 |

### Évolution des dessertes
Avant la construction de la ligne, étaient en négociation : cinq arrêts vers Francfort, quatre arrêts vers Stuttgart, trois arrêts vers Zurich et un arrêt vers Bâle. Ils n'ont pas été réalisés. Le maire de Metz, en compensation de la fin de la desserte de sa ville par les trains EuroCity Paris-Francfort, avait négocié un arrêt quotidien des ICE vers l’Allemagne, pour une période expérimentale de deux ans. Avec seulement un à trois voyageurs par jour utilisant cet arrêt, il a été décidé de le supprimer en décembre 2009.
En janvier 2010, la presse a évoqué la possibilité de disparition des liaisons vers Lille, Nantes et Bordeaux. Malgré un démenti de la SNCF, certains observateurs parlent d'une fuite organisée par l'entreprise. En 2010, le taux d'occupation des TGV intersecteurs empruntant la LGV Est n'atteint que 50 %, contre 72 % en moyenne sur l'ensemble des trains circulant sur cette ligne.
Le 11 décembre 2010, l'aller-retour quotidien vers Rouen et Le Havre par Roissy, qui avait été expérimenté en juillet 2009, est supprimé à cause d'un taux de remplissage moyen de 20 %.

### Impacts économiques et urbains
Une étude de 2004 n'avait pointé aucun projet d'implantation lié à la future gare TGV. Elle avait noté que cette fonction de pôle économique était secondaire par rapport à la fonction de desserte des territoires.
Elle avait néanmoins proposé certaines pistes comme le tourisme, ou la création de maison de santé.
Un projet de centre logistique destiné au fret à grande vitesse est souvent évoqué à Louvigny ; il n'est pas lié à la gare voyageurs proprement dite mais à la présence de voies d'évitement, permettant la réalisation d'un embranchement vers l'aéroport. Le conseil économique et social de Lorraine a aussi étudié la possibilité de convertir la gare de Louvigny en gare de fret à grande vitesse. En 2007, il a regretté que ce projet ne se soit pas concrétisé. Les coûts de reconversion en gare de fret, avec la création d’un quai de déchargement, sont estimés à 4,7 M€. En février 2009, le président de la SNCF s'est montré dubitatif sur les perspectives de développement d'une activité fret TGV à Louvigny, déclarant qu'il fallait trouver des clients intéressés. La ligne Paris-Strasbourg n'est pas concernée par le projet de réseau de messagerie à grande vitesse présenté par le gouvernement en septembre 2009. Selon le Président du conseil économique et social, cette reconversion conditionne le projet de déplacement de la gare voyageurs à Vandières. Mais pour Christian Poncelet : « Si on attend de savoir ce qu’on veut faire de Cheminot, on ne fera rien d’ici dix ou quinze ans ». La Région est membre du projet Euro Carex qui vise à développer un réseau fret sur LGV. Pour le président du conseil régional, le développement de ce réseau doit s'envisager à l'horizon 2020-2025. Il nécessitera la création d'une antenne ferroviaire vers l'aéroport; d'un coût de 10 à 12 M€ pour lesquels il faudra trouver d'autres investisseurs que la région Lorraine.
Dès 2008, le marché de l'immobilier semblait avoir anticipé le déménagement de la gare à Vandières, les prix ayant fortement augmenté dans le secteur de Pont-à-Mousson alors qu'ils ont suivi la moyenne départementale autour de Louvigny.
En septembre 2010, un responsable de la communauté de communes du Vernois, sur le territoire de laquelle est implantée la gare, a déploré l'absence de retombées économiques, la gare TGV n'ayant attiré aucune entreprise durant ces trois premières années : « Tout le monde a cru que le TGV allait tout apporter avec lui. Mais une gare seule n’a jamais amené du développement ! ».

## Service des voyageurs

### Accueil
Avant la construction de la LGV, il y avait un souhait de faire de la gare une vitrine de la région, en soignant l'architecture et les services proposés. À la suite des problèmes de financement de la ligne, et parce que la gare aura vraisemblablement une durée de vie limitée sur le site de Louvigny, le résultat final est nettement plus sommaire.
À 27 km de Metz et à 37 km de Nancy, sur la commune de Louvigny, la gare a été bâtie sur une butte artificielle pour l'inscrire dans son environnement. Les quais sont situés en contrebas dans une tranchée. Comme dans la plupart des gares nouvelles, les deux voies centrales destinées aux trains sans arrêt sont encadrées par deux voies déviées, chacune d'entre elles desservant un des deux quais latéraux. Des ascenseurs et des rampes inclinées, couvertes par un auvent, permettent d'y accéder. Une passerelle fermée, au droit du bâtiment voyageurs, est utilisée pour franchir les voies.
Le bâtiment voyageurs mesure environ 50 mètres de long pour 15 mètres de large et 7 mètres de haut. Il est implanté le long du quai en direction de Strasbourg. Le bâtiment comporte de larges baies vitrées et le bois a été largement utilisé à la fois à l'extérieur et à l'intérieur, murs et plafond étant habillés en chêne. Il est climatisé et est équipé d'un chauffage par le sol. Huit lustres de la cristallerie de Saint-Louis-lès-Bitche ont été installés dans le hall.

### Desserte ferroviaire

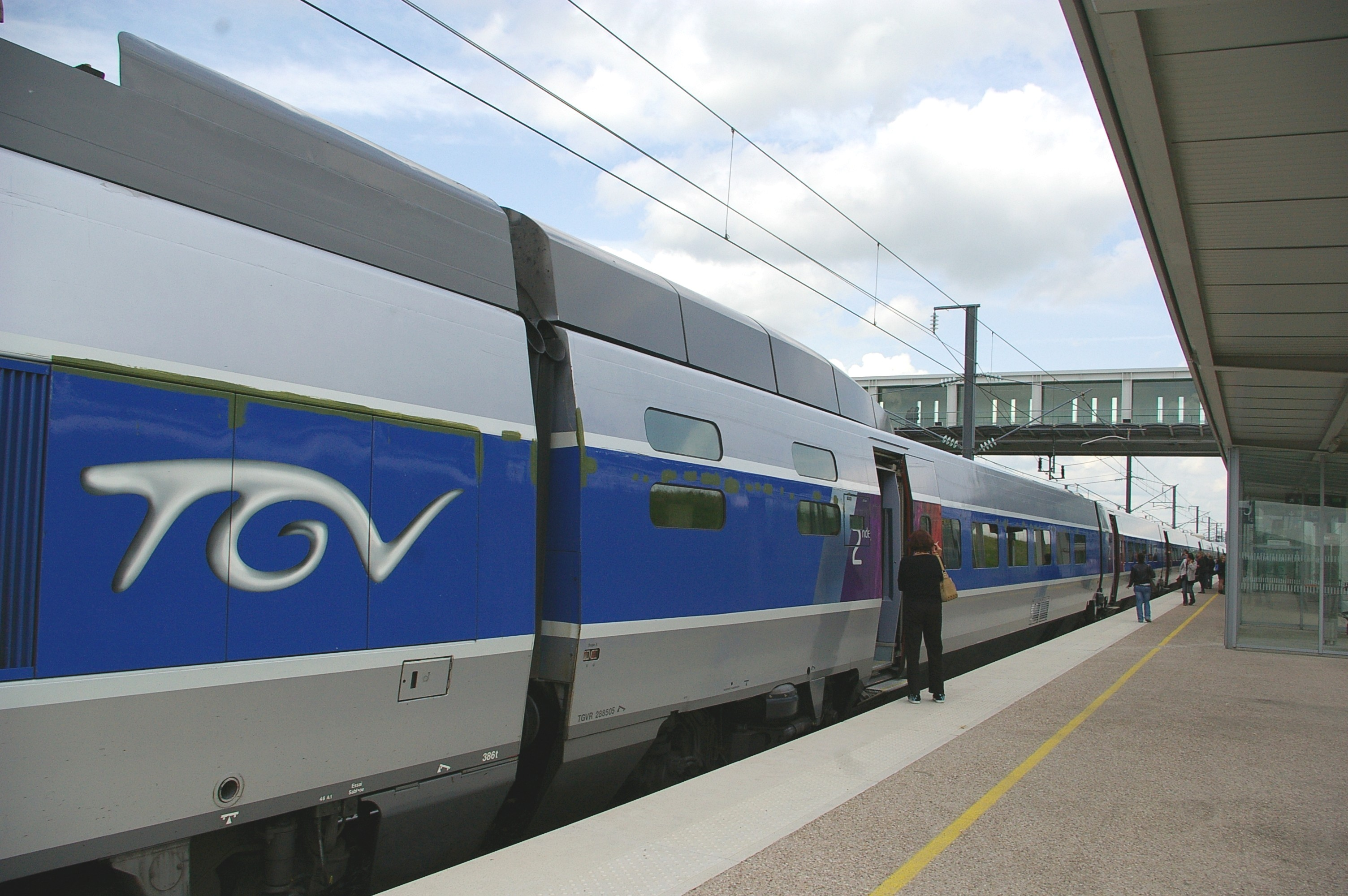
Une rame Réseau à quai.

La gare de Lorraine TGV n'est pas prévue pour les liaisons vers Paris, les gares centrales de la plupart des villes environnantes étant desservies directement depuis la capitale. Des ICE Francfort-Paris s'y arrêtaient cependant jusqu'en 2009, permettant une liaison directe avec la gare de l'Est.
Elle n'est donc destinée qu'aux TGV intersecteurs, assurant des liaisons province-province en passant par les gares TGV de la banlieue parisienne. Il a en effet été estimé lors de la déclaration d'utilité publique (DUP) que le potentiel commercial était insuffisant pour des TGV vers la province au départ des gares de Metz ou Nancy. De par sa vocation purement interrégionale et sa localisation en pleine campagne, sans connexion au réseau classique, la gare qui lui ressemble le plus est la gare TGV Haute-Picardie.
Deux grandes familles de TGV desservent la gare. Les premiers empruntent la LGV Interconnexion par le sud, via les gares de Marne-la-Vallée - Chessy et de Massy TGV, pour rejoindre la LGV Atlantique vers Nantes, Rennes ou Bordeaux. Les seconds bifurquent dans l'autre direction pour rejoindre la LGV Nord vers Lille après avoir desservi la gare de l'aéroport Charles-de-Gaulle 2 TGV. Les départs vers Massy et Marne-la-Vallée ont lieu principalement en matinée, avec un retour en soirée, alors que ceux vers Roissy sont mieux repartis dans la journée.
Parce que le détour par la région parisienne serait trop important et à cause de la saturation de la LGV Sud-Est, il n'y a pas de TGV directs vers Lyon et Marseille au départ de Louvigny ; les gares centrales de Metz et Nancy sont desservies par des TGV Méditerranée qui empruntent la ligne classique Luxembourg – Dijon jusqu'à Lyon.
Aujourd'hui, les voyageurs entre Lorraine TGV et Strasbourg sont peu nombreux, les temps de parcours n'étant pas attractifs. La région Lorraine a participé au financement de la seconde phase de la LGV Est, avec l'objectif que la gare sera aussi utilisée pour les trains vers Strasbourg et l'Allemagne après la mise en service de cette seconde phase. Il n'est pas prévu, pour des raisons de remplissage et de configuration de l'interconnexion entre la LGV et la ligne Metz – Nancy, de mettre en place des TGV directs de Metz ou Nancy vers l'est. L'arrêt des trains desservant Stuttgart et Munich reste cependant extrêmement incertain, et la SNCF n'a pas prévu de desserte vers Zurich, ces trains ayant vocation à passer par la LGV Rhin-Rhône à sa mise en service. Depuis le 11 décembre 2011, un aller-retour Lille – Strasbourg est prolongé jusqu'à Mulhouse. Depuis le 9 décembre 2012, cette desserte n'est plus assurée ; de plus, seul un aller-retour vers Lille est effectué. Les autres relations sont limitées à l'aéroport Charles-de-Gaulle.
| Destination/Provenance           | Durée moyenne | Nombre d'allers- retours quotidiens | Arrêts intermédiaires |
| -------------------------------- | ------------- | ----------------------------------- | --- |
| Strasbourg                       | 0 h 40        | 8                                   | Aucun |
| Bordeaux                         | 5 h 10        | 3                                   | Meuse TGV (1 sur 3), Champagne-Ardenne TGV, Marne-la-Vallée, Massy TGV, Saint-Pierre-des-Corps, Futuroscope (1 sur 3), Poitiers, Angoulême |
| Lille                            | 2 h 10        | 1                                   | Champagne-Ardenne TGV, Aéroport Charles-de-Gaulle 2 TGV, TGV Haute-Picardie                                                                |
| Aéroport Charles-de-Gaulle 2 TGV | 1 h 20        | 2                                   | Champagne-Ardenne TGV |
| Nantes                           | 4 h 00        | 2                                   | Champagne-Ardenne TGV, Marne-la-Vallée, Massy TGV, Le Mans, Angers-Saint-Laud                                                              |
| Rennes                           | 4 h 00        | 1                                   | Champagne-Ardenne TGV, Marne-la-Vallée, Massy TGV, Le Mans, Laval                                                                          |

### Préacheminement et intermodalité

#### Desserte routière
La gare est provisoirement située à Louvigny en 2007, date de l'arrivée du TGV. Elle dispose de près de 830 places de parking payant (ouvrable de 6:45 à 21:45 au tarif de 2,1 € (2,52 €2024) par heure de stationnement, 11,5 € (13,78 €2024) pour la journée de 24 heures, ou 33 € (39,54 €2024) pour la semaine en 2015), sans compter les emplacements réservés pour les bus et les taxis ainsi que les places pour la dépose-minute.

#### Navettes avec Metz, Nancy et le Luxembourg

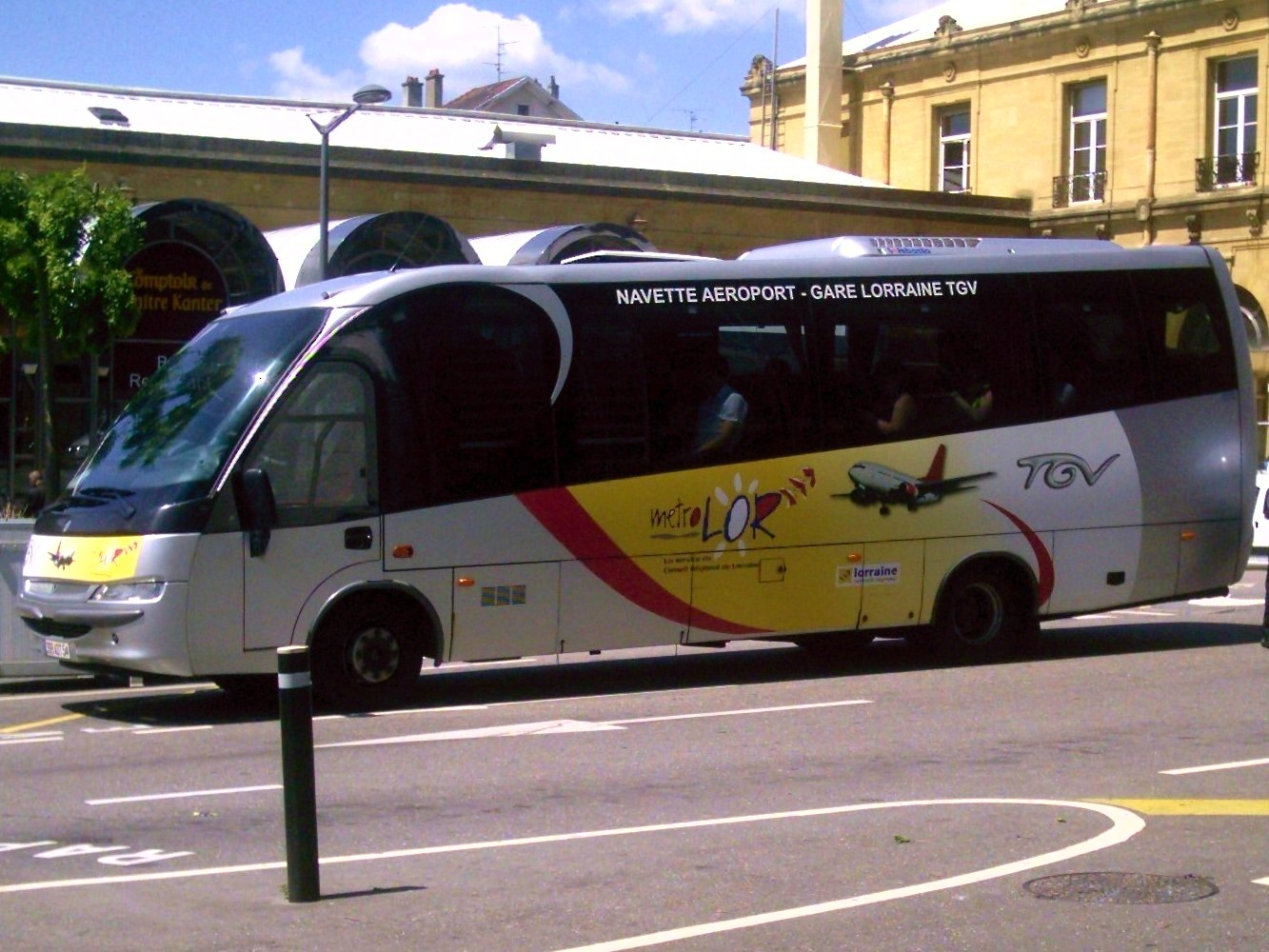
Navette bus, au départ de Nancy.

La gare est desservie par des navettes pour assurer le transport des voyageurs vers ou depuis l'aéroport de Metz-Nancy-Lorraine et les gares des villes de Nancy (en 35 minutes) et de Metz (en 30 minutes). Après avoir été suspendu quelque temps, ce service a été optimisé et remis en place le 22 avril 2012.
L'un des problèmes avancé préalablement était que ces navettes, qui effectuent 17 rotations de 5 h 30 à 22 h (13 le samedi et 11 le dimanche) et sont en correspondance avec la plupart des TGV, présentaient des délais d'attente variables. Desservant aussi l'aéroport, elles ne pouvaient pas attendre un TGV en retard pour garantir la correspondance et les voyageurs subissant cette situation n'avaient aucun recours possible ni auprès de la SNCF, ni auprès de la Région. De plus, l'exécution de ces missions, assurée par des petits bus de 35 places et concédée par le conseil régional aux Rapides de Lorraine pour la ligne vers Nancy et aux transports Schidler pour la ligne vers Metz, présentait en 2007 un déficit d'exploitation de 500 000 euros pour la Région. La SNCF ayant refusé de contribuer au financement, le conseil régional a décidé de ne plus prendre en charge ces navettes à partir du 1er mars 2012, sa subvention étant de 800 000 euros en 2010 pour 3 800 voyageurs mensuels. En 2011, le taux moyen d’occupation des navettes était de 8,5 % depuis Metz et 14,5 % depuis Nancy. Après l'abandon des accords entre la SNCF et le conseil régional de Lorraine pour le financement de ces navettes, les départements de la Moselle et de Meurthe-et-Moselle ont pris le relais, avec la participation de la SNCF, pour assurer la desserte de la gare de Lorraine TGV depuis Metz et Nancy. Le 22 avril 2012, un nouveau service de navettes a été mis en place. Les horaires sont à présent aménagés pour garantir les correspondances (départs et arrivées) avec les TGV et le prix de la navette est désormais intégré au billet TGV.
Les CFL (chemins de fer luxembourgeois), proposent six aller-retours quotidiens par bus vers la ville de Luxembourg sous le nom de « Gare Lorraine Express (L95) ». Cette liaison dessert la gare de Luxembourg, le trajet durant une heure et quart.

## Débats sur la localisation de la gare

Plan de situation.

L'emplacement de cette gare a suscité de grands débats, qui ont été marqués par l'incapacité des élus lorrains à se mettre d'accord pour un projet commun.
Ceux-ci ne sont toujours pas clos en 2010, une procédure étant en cours pour déplacer la gare depuis son emplacement actuel à Louvigny, en Moselle dans une zone proche de l'aéroport de Metz-Nancy-Lorraine mais loin de toute ligne de chemin de fer, vers le site de Vandières, au nord de Pont-à-Mousson en Meurthe-et-Moselle et en interconnexion avec la ligne Luxembourg – Dijon.

### Chronologie
En 1983, le président du conseil général de Meurthe-et-Moselle avait fait un esclandre parce que le projet de tracé présenté par Charles Maetz (association pour le TGV-Est européen d'Adrien Zeller) mettait Nancy à 9 minutes de plus de Paris que Metz. On cherchera dorénavant à préserver une desserte « équilibrée » des deux villes. Les propositions de tracés passant par Metz ou Nancy n'ont donc jamais été retenues par les services de l'État ou de la SNCF, qui souhaitait aussi un tracé le plus direct possible vers Strasbourg. Il était alors nécessaire de prévoir une gare nouvelle en dehors de ces deux villes, pour la desserte des trains qui poursuivront leur trajet vers l'est sur la LGV.
Les rivalités entre Nancy et Metz, et l'espoir de créer dans l'espace intermédiaire un nœud de transports structurant une métropole bipolaire, ont ainsi conduit à un tracé de la LGV entre ces deux villes, de manière à optimiser la liaison vers Paris depuis leurs gares centrales. Entre Metz et Nancy, la vallée du ruisseau Moulon est la seule en rive gauche de la Moselle qui ne soit pas urbanisée. L'idée d'y faire passer la LGV est donc très ancienne, depuis l'étude d'un train rapide Paris-Metz réalisée par la SNCF en 1971. L'alternative d'un franchissement à hauteur de Dieulouard a été rejetée en raison de risques d'affaissements miniers et de problèmes pour se raccorder à la ligne Nancy-Metz.

#### Le choix de la SNCF
En 1985, l'étude de Claude Rattier prévoit une gare Lorraine « au nord de Vandières ». Le site de Louvigny est également étudié : si l'on remarque déjà que la connexion avec l'aéroport ne présente aucun intérêt, il serait possible d'économiser 200 millions de francs en construisant la gare sur le plateau.
Réputées non rentables, la LGV et ses gares d'interconnexion seront construites à l'économie. En 1988, la commission Essig opte donc pour la commune de Cheminot qui permet une réduction des coûts comprise entre 500 millions et un milliard de francs. Les risques de crues de la Moselle obligent en effet à prévoir un viaduc suffisamment haut, ce qui contraint la place disponible pour une gare à Vandières. Le site de l'aéroport est rejeté à cause de l'orientation de la piste qui impose de créer une gare en tunnel et de l'obligation de décaler vers le nord le fuseau de la ligne : cette desserte pourra être assurée plus tard par la ligne nouvelle Nancy – Metz qui est alors envisagée par la région.
Le projet initial de la SNCF prévoyait ainsi pour les relations province-province un arrêt à Cheminot – Louvigny, avec la création d'une gare nouvelle excentrée comme il avait été d'usage sur les autres lignes à grande vitesse.

#### Premières mobilisations
Les responsables locaux se sont dans un premier temps désintéressés de cette gare, ne percevant pas le potentiel des TGV intersecteurs car la LGV d'interconnexion n'était pas encore en service en Île-de-France. Le conseil régional de Lorraine se prononce pour un tracé passant entre Nancy et Metz, et il n'y a pas d'opposition pour la réalisation d'une gare à Louvigny. En 1990, le sénateur Claude Huriet organise une réunion regroupant élus et associations d'usagers pour étudier le meilleur emplacement de la gare Lorraine. La Fédération nationale des associations d'usagers des transports commence son action de promotion de la gare de Vandières, sur la ligne classique Metz – Nancy, ce qui permettrait un accès aussi bien routier et autoroutier via l'autoroute A31, que par Transport express régional.
Les gares de Lyon-Saint-Exupéry TGV et de Aéroport Charles-de-Gaulle 2 TGV étant alors en construction, l'idée d'une gare intégrée à l'aéroport est à nouveau défendue dans la presse locale. L'exécutif régional, qui avait mené la création de l'aéroport de Metz-Nancy-Lorraine quelques années auparavant, souhaitait une gare au plus près de cet équipement pour le valoriser. Cet objectif a été une motivation forte des partisans de Louvigny, et encore aujourd'hui l'aéroport n'est pas oublié dans les projets de reconversion du site en gare fret.
Il a également été envisagé d'utiliser la gare de Pagny-sur-Moselle, la LGV se raccordant, en direction de Paris, à la ligne Lérouville – Metz à hauteur de Jaulny, et, en direction de Strasbourg, à la ligne Nancy – Metz à hauteur de Vandières. Cette solution, qui aurait permis des correspondances quai à quai entre TER et TGV, a été refusée car elle impliquait un trajet de 13 km sur ligne classique, ce qui aurait augmenté le temps de parcours de 10 à 15 minutes.
Sous la pression d'élus, notamment une pétition signée par plus de 200 maires, une étude comparative est engagée en 1992 pour l'implantation de la gare. Le dossier d’enquête publique avait ainsi présenté trois propositions : une implantation sur le site de l'aéroport de Metz-Nancy-Lorraine, à Vandières en interconnexion avec la ligne TER, ou plus à l'est sur les communes de Cheminot ou de Louvigny. Les destinations desservies par l'aéroport et le TGV étant similaires, le potentiel pour des correspondances TGV-air paraissait assez faible. Le site de l'aéroport a donc été rapidement écarté, le passage en tunnel imposant un surcoût de 120 M€. Le projet initial pour Vandières, prévoyant de réaliser les quais TGV au-dessus de la Moselle avec des tapis roulants pour relier les quais de la voie TER, est jugé techniquement complexe et très cher. Le 23 avril 1993, la SNCF se prononce donc pour l'implantation à Louvigny.
La déclaration d'utilité publique (DUP) de la LGV Est signée le 14 mai 1996, à la limite des délais imposés par la procédure, retient le site de Cheminot – Louvigny. L'emplacement de la gare est alors un problème secondaire : le financement n'étant toujours pas bouclé alors que le phasage des travaux est contesté, c'est la réalisation de la ligne dans son ensemble qui reste compromise.

#### Le protocole de Vandières

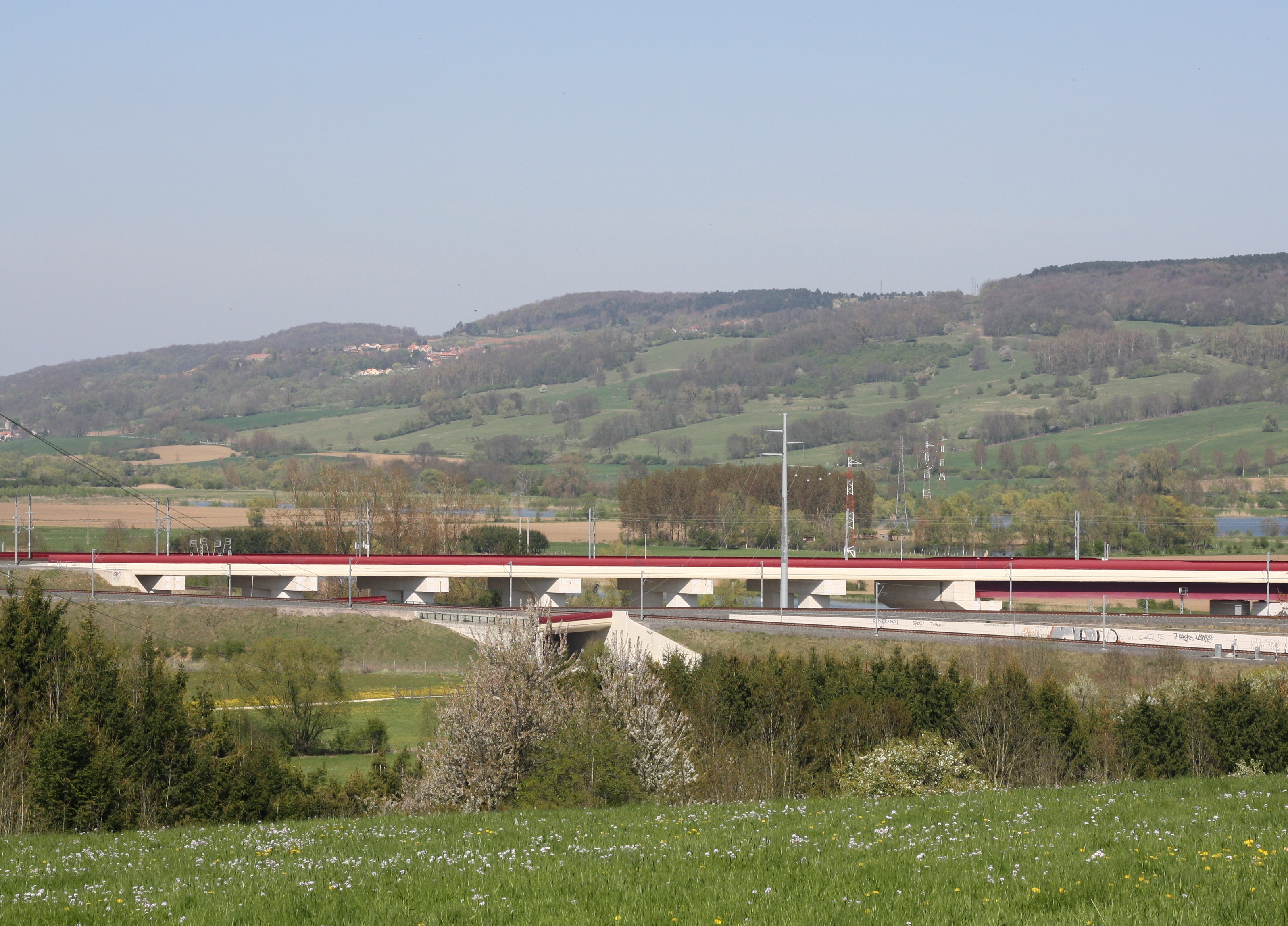
Site de la gare de Vandières, près du raccordement vers Nancy.

Le 29 janvier 1999, le protocole d'accord de financement de la première phase de la LGV Est indique « … des études complémentaires seront réalisées pour permettre l’insertion des gares créées dans le tissu économique et notamment celle de la gare Lorraine dans le système de transport local… ». Il stipule qu'une convention additionnelle devra être établie si l'emplacement de la gare est changé par rapport à celui de la déclaration d'utilité publique (DUP). Cette même année, le ministre Jean-Claude Gayssot demande à RFF de réétudier la possibilité d'une gare d'interconnexion à Vandières. Cette étude, réalisée par Scetauroute, démontre la faisabilité technique de la gare de Vandières, en ramenant les quais LGV au-dessus de la voie classique.
Le conseil général de Meurthe-et-Moselle se prononce à l'unanimité pour la gare de Vandières le 20 mars 2000. Le débat se cristallise alors entre le conseil général de Meurthe-et-Moselle et celui de la Moselle qui, avec la ville de Metz, défend Louvigny. En mai 2000, la SNCF se prononce officiellement en faveur de Vandières, qui devrait générer un trafic supplémentaire, avec 25 % à 30 % de voyageurs en correspondance TER/TGV. Le 22 mai 2000, lors d'une réunion à Metz, le ministre Gayssot annonce vouloir relancer la concertation entre Louvigny et Vandières ; quelques jours plus tard, il affirme que cela ne doit pas retarder la mise en service de la LGV, prévue au début de l'année 2006.
Le 17 octobre 2000, le ministre annonce que des mesures conservatoires seront réalisées à Vandières pour permettre la construction ultérieure d'une gare. Quelques jours plus tard, Gérard Longuet, président du conseil régional, propose de créer un bus à guidage optique en site propre entre la gare de Louvigny et le réseau TER pour « moins de 100 millions de francs et moins de 10 minutes ».
Le 7 novembre 2000, le protocole additionnel, signé par la région, les départements de Moselle et de Meurthe-et-Moselle, l'État et RFF, prévoit : « Compte tenu des avantages que présente l’interconnexion TGV-TER pour le développement des transports collectifs en Région Lorraine, la gare d’interconnexion sera réalisée à Vandières ». Il prévoit la poursuite de la construction de Louvigny, conformément à la DUP et la mise en route de travaux conservatoires sur le site de Vandières pour réaliser plus tard la gare dans les meilleures conditions. Ces aménagements permettront de construire la gare sans perturber le trafic TGV. Cette construction doit cependant être rapide puisque l'accord prévoit un lancement de la DUP complémentaire pour l'été 2001. Cet engagement est la contrepartie du prolongement de la LGV jusqu'à Baudrecourt, qui a entraîné la fin du passage par Metz et Nancy des trains venant respectivement de Sarrebruck et Strasbourg.
L'accord est critiqué par les élus locaux pour son imprécision ; les partisans de Louvigny affirment qu'il compromet pour longtemps l'émergence d'une solution à Vandières. Ce protocole ne remet donc pas en cause la construction de Louvigny, qui doit servir d'interconnexion jusqu'à ce que Vandières soit réalisé. Aujourd'hui, l'existence de cette gare provisoire est avancée comme argument par les opposants à Vandières, qui évoquent un gaspillage inutile, affirmant que Louvigny devrait être pérennisé. Leurs contradicteurs rappellent qu'un montant équivalent a déjà été investi sur le site de Vandières et que le gaspillage est donc le même si on ne poursuit pas ce projet.

#### Vers un accord financier
En avril 2001, RFF et la SNCF ont réalisé une enquête sur l'implantation de la gare de Vandières, mais ces travaux n'ont pas abouti au dossier d'enquête publique qui aurait été nécessaire pour poursuivre la procédure conduisant à la déclaration d'utilité publique. Le 27 septembre 2001, le préfet de Région indique n'avoir pas pu boucler le financement de Vandières auprès des collectivités locales. Gérard Longuet propose de lancer la construction de Louvigny, en préservant les emprises de Vandières pour le futur.
Le 8 novembre 2001, le ministre des Transports valide le protocole additionnel et dégage un budget de 15,25 M€ pour les travaux conservatoires.
Le 17 mai 2002, le conseil économique et social de Lorraine rend un rapport sur « Les enjeux du TGV est-européen et du positionnement de la gare d'interconnexion Lorraine », dans lequel il préconise la création d'une gare voyageurs à Vandières et le développement du fret à Louvigny. Le 9 juillet 2002, le comité de pilotage du TGV Est annonce que la gare de Vandières ne pourra pas être réalisée d'ici à l'ouverture de la ligne en 2007. En septembre 2002, le Premier ministre Jean-Pierre Raffarin entérine la construction de la gare de Louvigny.
En décembre 2002, Michel Dinet, président PS du conseil général de Meurthe-et-Moselle, et Christian Poncelet, président UMP du conseil général des Vosges, co-publient une plaquette pour défendre la gare de Vandières. Une majorité en faveur de Vandières se dégage au conseil régional de Lorraine. Le 20 décembre, le maire de Nancy André Rossinot se prononce contre ce choix dans L'Est républicain.
Au début de l'année 2003, des élus lorrains, emmenés par le président du Sénat, conduisent une opération de lobbyisme à Paris pour la gare de Vandières. Philippe Leroy s'y oppose et relance l'idée du barreau Metz-Nancy par Louvigny. En avril, la DATAR réaffirme son soutien à Vandières. Le 21 mai 2003, une réunion est organisée entre les élus locaux et le ministre des Transports ; il est affirmé que Louvigny sera bien construite mais que, réalisée à minima, elle ne compromettra pas la possibilité de réaliser Vandières dans un second temps. Peu après, le conseil général de Meurthe-et-Moselle s'engage sur le financement de Vandières.
Le Comité interministériel d'aménagement et de développement du territoire (CIADT) de décembre 2003 décide « le lancement, sans délais, à la fois de la déclaration d’utilité publique complémentaire de la gare TGV sur le site de Vandières et d’une mission pour finaliser son financement ». Il confie au préfet de la région Lorraine une mission visant à boucler le financement pendant l'été 2004. L'enquête ne sera finalement pas lancée.
Les élections de 2004 provoquent un changement de majorité, plaçant à la tête de l'exécutif régional une coalition PS-PCF-Verts qui s'était engagée, durant la campagne, à obtenir la construction de la gare à Vandières. Le 3 mai, le nouveau président du conseil régional annonce que si Vandières est finalement décidée et financée, la région participera au budget et que la gare pourra entrer en fonction en 2010-2011. Il confirme la construction d'un équipement temporaire à Louvigny en attendant. Le président du conseil général de Moselle menace de retirer sa participation financière à la LGV si la gare de Louvigny est remise en cause.
Le 16 décembre 2004, un premier accord de financement est trouvé : 70 M€ seront payés par la Région, 20 M€ par l'État et 20 M€ par les départements. La quote-part de la Moselle est prise en charge par la Meurthe-et-Moselle et par la Lorraine. Le 23 mars 2005, une réunion entre l'État et les collectivités locales permet d'arriver à un accord sur les modalités de réalisation de la gare. Le ministre des Transports Gilles de Robien annonce au Sénat la réalisation de la gare de Vandières, dont la construction doit débuter avant le printemps 2007. La maîtrise d'ouvrage est confiée au conseil régional de Lorraine et à RFF. Le 21 avril 2005, une réunion préparatoire à la DUP est organisée à la préfecture de Metz. Les élus escomptent un début des travaux au printemps 2007 pour une mise en service en 2010.

#### De nouveaux délais (2006 – 2014)
En 2006, la Région confie à la société PARVIS, une filiale du groupe SNCF, une première étude sur la gare de Vandières, pour connaître les besoins des usagers, proposer divers scénarios d'implantation et actualiser l'estimation des coûts. Celle-ci révise le montant des travaux à 88 M€. Le 8 novembre, un accord est conclu entre l'État, la Région et les trois départements de Meuse, de Meurthe-et-Moselle et des Vosges sur le financement de la gare. On annonce que la mise en service est repoussée à 2012.
En mars-avril 2007, une enquête publique a été menée pour recueillir l'avis des acteurs locaux sur l'aménagement de la gare. La même année, le projet prend plusieurs mois de retard en raison d’une étude technique sollicitée par l’État conformément à la loi sur l'eau et les milieux aquatiques.
Plus d'une centaine de conseils municipaux, dont Thionville, Verdun, Lunéville ou encore Épinal ont déclaré soutenir le déménagement de la gare à Vandières. Il est également souhaité par le Luxembourg, qui aurait ainsi un accès plus rapide à la LGV, et par les villes allemandes de Stuttgart, Munich et Sarrebruck. En 2007, la SNCF a réaffirmé qu'elle préférait la gare à Vandières. Pour Louis Gallois, son ancien président : « Dans une vingtaine d'années, il faudra expliquer pourquoi on n'a pas fait une gare là où le réseau régional croise la ligne TGV et pourquoi on a choisi d'en construire une à 5 kilomètres de là ». Plus récemment, le responsable du TGV Est a précisé les attentes de l'entreprise : « Notre position est très claire. Pour le transporteur SNCF, Vandières représente un intérêt important car elle sera connectée au réseau ferroviaire, ce qui pourra nous permettre de mettre en place un complément d’offres par le jeu des correspondances, comme nous le faisons en Champagne-Ardenne ».
L'enquête préalable à la déclaration d'utilité publique de cette nouvelle gare est votée par le conseil régional le 17 décembre 2008, celui-ci s'engageant à financer 89 M€. Si les démarches administratives ne posent pas de problème, la DUP devrait être obtenue en 2010, permettant une mise en service en 2013. Le dossier est déposé en janvier 2009 à la préfecture de Meurthe-et-Moselle pour signature de l'arrêté d'ouverture de l'enquête d'utilité publique. Le 20 juillet 2009, le président du conseil régional de Lorraine annonce suspendre sa participation au financement de la seconde phase de la LGV-Est tant que l'État ne s'engage pas sur le dossier de Vandières (condition qui avait déjà été formulée au mois de juin). Le président du conseil général de Moselle dénonce une manœuvre politique (son parti étant très divisé sur la question), en indiquant que le débat sur la localisation de la gare Lorraine n'a aucun rapport avec l'intérêt pour la région du prolongement de la ligne vers l'est. Il affirme que l'intermodalité TER/TGV sera marginale et relance l'idée d'une voie ferroviaire Nancy – Metz passant par le plateau de Louvigny.
Un arrêté est prononcé le 21 août 2009, fixant le début de l'enquête au 27 septembre. Par ailleurs, l'État s'est engagé à participer au projet à hauteur de 30 millions d’euros en cas de succès de la procédure d'utilité publique. Selon le président du conseil régional, cela repousse la mise en service de la gare « au mieux en 2014 ». Cet arrêté est mentionné dans le protocole de financement de la seconde phase de LGV-Est qui a été signé le 1er septembre par l'ensemble des parties impliquées, sauf par le président du conseil général de Moselle qui a demandé une version expurgée de toute référence à Vandières.
Dans le contexte du début de la campagne des élections régionales 2010, l'enquête publique conduite par René Sartelet, pendant le mois d'octobre 2009, a mobilisé de nombreux habitants et élus locaux. Au total, 1 050 personnes ont contribué, dont 830 en faveur de la nouvelle gare. Parmi les principaux élus qui ont soutenu le projet, on peut citer les présidents de la région et des trois départements des Vosges, de la Meuse et de Meurthe-et-Moselle ainsi que les maires de Metz, Épinal et Thionville. Le président du conseil général de la Moselle a réaffirmé son opposition, alors que le maire de Nancy n'a pas participé à l'enquête.
Initialement prévue pour durer un mois, le commissaire enquêteur a souhaité un délai supplémentaire pour l'analyse des contributions. Le 21 décembre, le président de région a annoncé que le commissaire avait remis un rapport qui est favorable à la construction de la gare. Celui-ci n'a mentionné aucune réserve, rappelant l'engagement pris à la signature du protocole de novembre 2000 et les investissements déjà réalisés sur le site. Il a souligné le caractère provisoire de la gare de Louvigny et l'intérêt pour la Région de disposer rapidement d'une gare d'interconnexion TER/TGV pour diminuer les ruptures de charges, notamment pour les habitants du Sillon lorrain. Il encourage la reconversion de Louvigny en gare fret et de stockage des rames.
Cette synthèse a été transmise au Conseil d'État, qui dispose de 18 mois à compter de la clôture de l'enquête publique pour valider ou non la DUP. Les partisans de Vandières craignent que, pour les membres du Conseil d'État, déclarer d’utilité publique Vandières, quelques années après en avoir fait de même avec Louvigny, soit perçu comme une forme de désaveu, d'autant que plusieurs recours sont déposés par leurs adversaires.
En mars 2010, la commission départementale de l’environnement et des risques sanitaires et technologiques a rendu un avis favorable et le préfet de Meurthe-et-Moselle a pris un arrêté autorisant l'implantation de la gare. Le 7 mai 2010, la nouvelle assemblée régionale a ratifié la déclaration d'intérêt général (DIG) du projet. Le Conseil d'État s'est réuni à huis clos le mardi 8 février 2011 pour examiner le dossier et a mis sa décision en délibéré. Le 15 février le secrétaire d'État aux transports Thierry Mariani annonce que l'institution a rendu un avis favorable ; cet avis est transmis officiellement le 23 mars aux ministères concernés. Le décret no 2011-332 du 28 mars 2011 déclare « d'utilité publique et urgents les travaux nécessaires à la création de la gare d'interconnexion TGV/TER de la région Lorraine à Vandières ».

#### La consultation de février 2015
Le 28 novembre 2014, à l'initiative de son président Jean-Pierre Masseret, le conseil régional de Lorraine a décidé l'organisation d'une consultation locale, devant avoir lieu le 1er février 2015, avec la question suivante : « La gare d’interconnexion TGV-TER de Vandières, dont la construction a été reconnue d’utilité publique en 2011 par décret, peut être réalisée sans être supportée par une contribution nouvelle des collectivités publiques. Compte tenu de cette possibilité sur le plan financier, pensez-vous que le Conseil Régional de Lorraine puisse s’engager dans sa réalisation et dans la transformation de Louvigny en gare de fret TGV ? ».
Le résultat de la consultation, non impérative, est mitigé : si la réponse est « non » à 58,35 % des suffrages exprimés, le très faible taux de participation (9,81 % des inscrits) ne permet pas de trancher définitivement la question. En effet, le projet pourrait être relancé en 2016 à l'initiative de Mathieu Klein (président du conseil départemental de Meurthe-et-Moselle), mais également de Philippe Richert (président du conseil régional d'Alsace-Champagne-Ardenne-Lorraine), dans un contexte où la taxe intérieure de consommation sur les produits énergétiques financerait la gare de Vandières à hauteur de 120 millions d'euros.

### Enjeux

#### Rôle des gares TGV
Comme Louvigny, de nombreuses gares nouvelles TGV sont des gares de passage situées à l'écart des agglomérations et sans liaison avec le réseau ferroviaire classique. Cet état de fait est dû à la conjonction de deux caractéristiques dans la conception du réseau ferré français. La première, assez ancienne puisqu'elle remonte à l'« étoile de Legrand », entraîne un réseau centré sur la capitale et privilégiant les relations radiales province – Paris.
La desserte de Paris est donc sur-valorisée. Ainsi, pour Rémi Béchaux de la communauté urbaine du Grand Nancy, « C'est une gare dite d'interconnexion, c'est-à-dire une gare intermédiaire où vous viendrez prendre le TGV, non pas pour aller à la gare de l'Est à Paris, mais pour prendre un TGV qui utilisera les jonctions, c'est-à-dire le contournement de Paris. (…), d'où la relativité qu'il faut donner à ce projet (…). La vraie gare TGV sera à Nancy et à Metz, à une heure et demie de Paris ». Aujourd'hui que l'accessibilité à Paris depuis la Lorraine est assurée, il y a une demande pour l'amélioration des autres relations. Celle-ci s'est par exemple concrétisée par le financement des collectivités locales pour près de 200 millions d'euros au tronçon Baudrecourt – Strasbourg de la LGV.
La seconde caractéristique est l'assimilation de la grande vitesse à un « avion sur rail », poussant à optimiser les liaisons point à point entre les extrémités de la ligne et à minorer l'importance des dessertes intermédiaires.
Dans cette logique, la gare nouvelle peut être comparée à une aérogare, essentiellement destinée à une clientèle locale qui prendra sa voiture pour embarquer dans un train à destination de la gare de centre-ville située à l'extrémité de la ligne. Afin de ne pas pénaliser les temps de trajets sur la ligne et de favoriser l'accessibilité routière, ces gares sont destinées à un nombre restreint de voyageurs.

#### Desserte locale
La compétitivité des relations intersecteurs est marginale par rapport à une correspondance à Paris au départ de la plupart des villes de la région. La part de la desserte locale est donc importante dans le trafic de la gare.
Alors que Louvigny est un bourg rural de 700 habitants entouré de petits villages, la commune de Vandières est située au nord du Pays du Val de Lorraine. Ce territoire, ancienne région industrielle structurée par le trafic fluvial, est caractérisé par une succession de villes le long de la Moselle et une réduction rapide de la densité lorsqu'on s'écarte de cette rivière. La commune de Vandières, bourgade de 1 000 habitants, est limitrophe de la commune de Pagny-sur-Moselle (4 000 habitants) au nord et de l'agglomération de Pont-à-Mousson (25 000 habitants) au sud. Cette situation permet à la gare de Vandières d'assurer une desserte locale d'environ 30 000 personnes, comme pour la gare de Vendôme - Villiers-sur-Loir TGV ou celle de Lunéville, par exemple. On trouve à proximité des établissements industriels importants, comme La Poste, Saint-Gobain ou Carbone Lorraine.
Cette zone n'est actuellement pas desservie par le TGV. Le temps de parcours entre Pont-à-Mousson et Paris-Est, qui est actuellement de 1 h 55 avec un changement en gare de Nancy, pourrait être réduit à 1 h 10 depuis la gare TGV de Vandières. Le centre-ville de Pont-à-Mousson est à 14 minutes en voiture de Louvigny et à 9 minutes de Vandières.
Cette clientèle locale, complétée par le rabattement TER des lignes de Neufchâteau et Longwy, permettra de réévaluer la rentabilité de rames TGV desservant les villes situées à l'est de l'interconnexion de Baudrecourt : Faulquemont, Saint-Avold, Forbach, Sarrebourg ou Saverne.
Située au sein d'un espace déjà urbanisé entre Nancy et Metz, la gare sera un point d'entrée stratégique pour l'aménagement de l'espace central et le développement d'une Métropole Lorraine. L'idée d'une ville nouvelle vers Pont-à-Mousson était déjà portée par l'Organisme régional d'étude et d'aménagement d'aire métropolitaine (OREAM) en 1970, mais elle se heurte à l'hostilité des villes existantes qui craignent pour leur rayonnement. Pour l'urbaniste Philippe Vaillant, Vandières pourrait devenir un « centre fédérateur » au niveau d'une grande région centrée sur le Sillon mosellan. Louvigny n'a pas le même potentiel à cause de son environnement rural et de l’aéroport qui limitera les possibilités d’urbanisation.

#### Accessibilité routière
Il faut aujourd'hui 23 minutes depuis Metz (29 km) et 30 minutes depuis Nancy (30 km) pour atteindre la gare TGV de Louvigny. La gare de Vandières serait, quant à elle, accessible en 27 minutes depuis Metz (35 km) et en 33 minutes depuis Nancy (38 km). L'accessibilité routière est donc légèrement meilleure depuis Louvigny. La situation péri-urbaine de Vandières pose en effet des problèmes d'accessibilité routière, obligeant à emprunter la D 952 au nord de l'agglomération de Pont-à-Mousson. Théoriquement, Vandières est situé à peu près à la même distance (5 km) que Louvigny de l'autoroute A 31. Mais la création d'un accès direct nécessiterait un investissement lourd, avec la construction d'un échangeur, d'importants travaux de terrassements pour franchir le relief et un pont sur la Moselle. Une solution intermédiaire reviendrait à utiliser l'ex-N 57, devenue D 657, en rive droite de la Moselle, en prévoyant éventuellement un contournement de la ZAC du Breuil. Elle nécessiterait également la construction d'un ouvrage d'art pour traverser la rivière avant Champey-sur-Moselle. Indépendamment du déplacement de la gare TGV, la création de ce franchissement est souhaitée par les élus de la communauté de communes du Val de Moselle, notamment dans le cadre du développement du pôle aéronautique de Chambley. Le rapport de l'enquête publique d'octobre 2009 relève néanmoins que les aménagements routiers réalisés ces dernières années permettent un accès satisfaisant au site de Vandières. Le projet de rocade nord de Pont-à-Mousson – Lesménils permettra de contourner les secteurs urbanisés de Pont-à-Mousson.
Louvigny est directement accessible depuis l'autoroute A 31 par la D 910 qui permet par ailleurs de rejoindre l'Est mosellan. Elle est aussi accessible depuis le Technopôle Metz 2000 par la D 955 qui est une voie rapide sur une partie de son tracé.
Louvigny aurait par ailleurs été sur le tracé est du projet d'autoroute A32 qui a été abandonné en juillet 2010.

#### Accessibilité aérienne
Avec 7 km contre 23 km depuis Vandières, Louvigny est également plus proche de l'aéroport de Metz-Nancy-Lorraine. La pertinence de l’intermodalité TGV-avion reste cependant à démontrer : on peut notamment observer les faibles résultats de la gare de Lyon-Saint-Exupéry TGV qui, comme l'aéroport de Metz-Nancy, ne propose pas de destinations attrayantes pour les voyageurs en provenance des autres gares TGV.
C'est d'ailleurs le faible potentiel de correspondances TGV-air qui a convaincu de ne pas réaliser la gare d'interconnexion sur le site de l'aéroport, qui aurait pourtant permis une synergie intéressante entre les moyens de transport de rabattement. Des navettes routières pourront continuer d'assurer l'acheminement vers l'aéroport de Metz-Nancy-Lorraine depuis Vandières, permettant une liaison TER avec le reste de la région.
A contrario, le risque de concurrence avec l'aéroport a été une préoccupation importante lors des études.

#### Accessibilité ferroviaire

Desserte ferroviaire de Vandières.

Lors de l'étude des sites, la SNCF avait estimé que 27 % des voyageurs utiliseraient la correspondance TER – TGV. Une étude de 2004 avait réaffirmé l'intérêt de l'intermodalité et notamment d'une connexion TER – TGV. Elle est surtout essentielle pour les voyageurs qui ont la Lorraine pour destination et n'ont donc pas leur véhicule personnel à disposition. Le directeur régional de la SNCF a ainsi observé que « les voyageurs qui descendent à Louvigny ne savent pas toujours comment atteindre leur destination finale ». L'intermodalité permet donc d'améliorer l'attractivité de la Lorraine, en concurrence avec les autres régions reliées à la ligne à grande vitesse. Lors d’une enquête menée début 2009 auprès des usagers de la gare de Louvigny, 60 % d'entre eux se sont déclarés prêts à utiliser une correspondance TER/TGV.
Vandières est situé sur la ligne Nancy – Metz – Thionville – Luxembourg (Métrolor), l'épine dorsale du TER Lorraine avec 170 rotations par jour, les trains circulant toutes les douze minutes en période de pointe, fréquence qui doit passer à neuf minutes en 2012. Sa situation, dans la zone de chevauchement des dessertes périurbaines de Nancy et de Metz, lui assure une bonne accessibilité. Se pose cependant le problème de saturation de la ligne, non pas à cause du trafic (avec 6 000 voyageurs quotidiens entre Metz et Nancy, on reste bien en deçà du trafic francilien, par exemple) mais du fait de l'hétérogénéité des convois qui empruntent la ligne. Une augmentation de la fréquentation nécessiterait, par exemple, le déroutement des trains de fret par d'autres lignes. Des aménagements de la ligne parallèle Longuyon – Conflans-Jarny – Commercy sont en cours[Quand ?] pour y autoriser le fret à grand gabarit.
Vandières est située à quelques kilomètres au sud d'une interconnexion avec les lignes TER de l'Ouest lorrain Lérouville – Metz et Longuyon – Pagny-sur-Moselle, desservant par exemple les gares de Bar-le-Duc, Verdun, Longuyon, Conflans - Jarny… Plus au sud, une dizaine de kilomètres en amont de Nancy, on rencontre également la bifurcation de Frouard vers les villes du sud-ouest lorrain : Commercy, Neufchâteau, Toul. L'intermodalité TER/TGV permettrait une meilleure diffusion de l'effet TGV vers ces territoires qui ont été exclus des dessertes du TGV-Est et ne bénéficient pas toujours d'une correspondance performante en gare de Nancy ou de Metz.
La mise en service de la gare de Vandières remettrait par ailleurs en cause la fréquence des dessertes des gares de Pagny-sur-Moselle et Pont-à-Mousson. Le maintien d'une desserte de qualité dans ces deux gares est une préoccupation qui a été notée lors des enquêtes d'utilité publique.
Louvigny n'est aujourd'hui accessible que par la ligne LGV Est. Le choix initial de Cheminot - Louvigny avait été motivé par un projet de doublement de la ligne Nancy – Metz, qui a été abandonné depuis. En 1992, le conseil régional avait en effet exprimé le souhait de réaliser un barreau entre Metz et Pont-à-Mousson permettant de desservir l'aéroport. La ligne Metz – Château-Salins passait à proximité de Louvigny ; elle a été déclassée en 1992. Il en est de même pour la ligne Pompey – Nomeny en direction de Nancy. Pendant la guerre franco-prussienne de 1870, les troupes germaniques ont également construit un raccordement militaire entre la ligne Frouard – Novéant et la ligne Rémilly – Sarrebruck ; contournant Metz, il reliait Rémilly à Pont-à-Mousson en passant à proximité du site de la gare TGV. Plusieurs constructions de lignes nouvelles, qui restent pour le moment de simples hypothèses, sont évoquées par des personnalités politiques ou par des associations : un RER en site propre entre Metz et Nancy ou la branche nord de la LGV Rhin-Rhône (Luxembourg – Metz – Nancy – Dijon), par exemple. Cependant cette ligne n'aurait qu'un impact limité sur les problèmes de saturation de l'axe Nancy – Luxembourg, selon RFF, car le facteur limitant n'est pas la voie mais les nœuds ferroviaires, surtout à Metz et Nancy.
L'idée de créer une « ligne bis » Nancy – Metz sur le plateau est apparue dans les années 1980, en même temps que les premières études proposant la gare Lorraine à Cheminot ou à Louvigny. Une étude menée par Sofrerail en 1993, avait estimé les coûts de cette ligne entre 350 et 450 millions d’euros, aux conditions économiques de l'époque. Les partisans de Vandières estiment le coût d'une ligne nouvelle Metz – Nancy à un milliard d'euros, pour un délai de réalisation repoussé à 2025. Ces objections évoquent la crainte d'une stratégie de « grands projets », qui consiste à présenter un investissement à long terme, aux objectifs ambitieux mais encore vagues et incertains, comme un argument pour ne pas réaliser un programme de portée plus restreinte.

#### Site

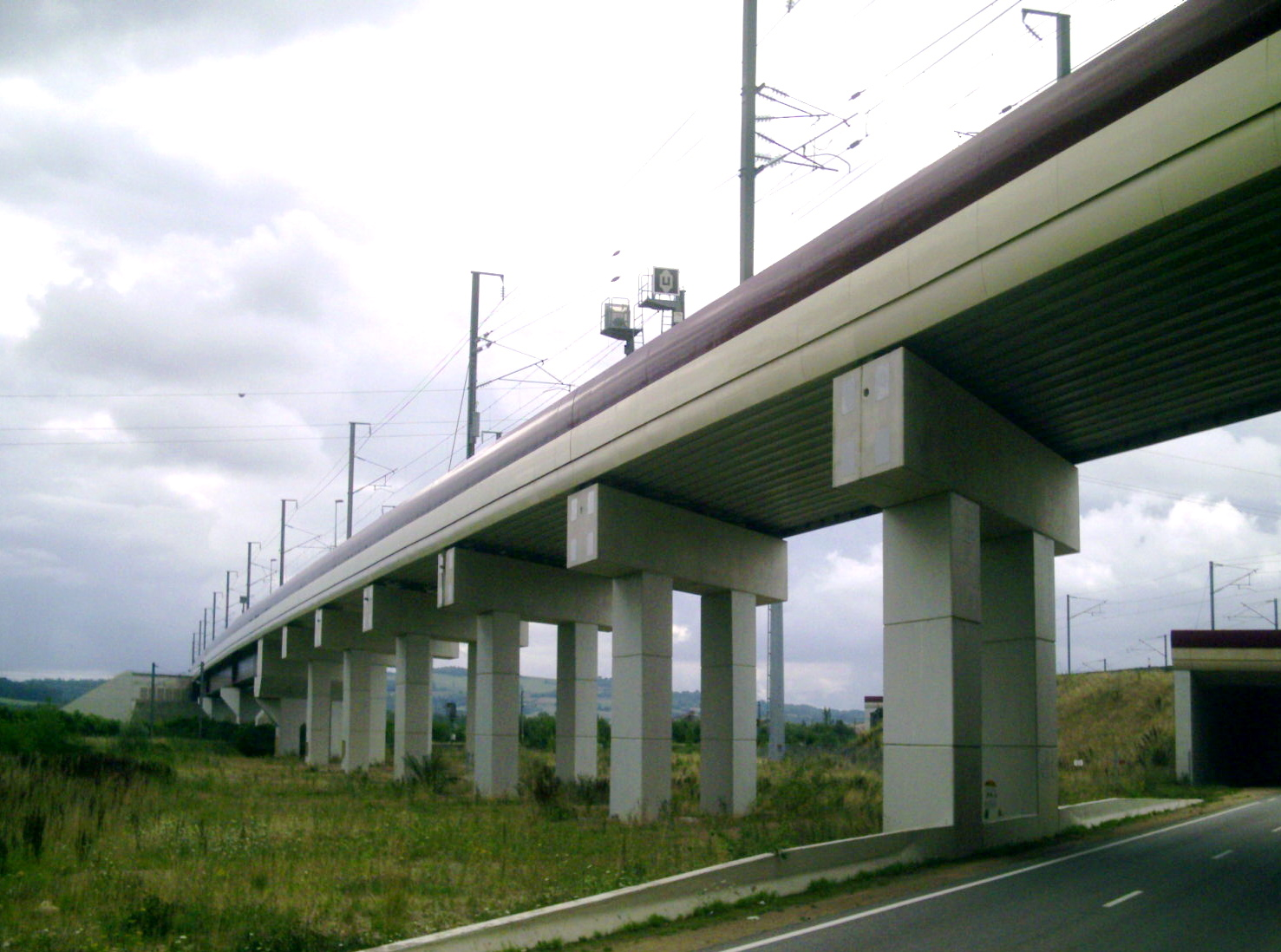
Site de la future gare de Vandières.

La gare de Louvigny, située sur un site ne posant pas de problèmes particuliers, a coûté 30 millions d'euros.
Vandières est située dans la vallée de la Moselle et il a été décidé de franchir les obstacles (D 657 — ex-RN 57 —, rivière, canal, ligne Frouard – Novéant et D 952) à l'aide d'un ouvrage d'art, le viaduc de la Moselle. La ligne classique est située en fond de vallée. La gare possédera deux niveaux : au niveau du sol seront situés les quais pour les TER Lorraine et le niveau supérieur possèdera des quais TGV sur le début du viaduc de la Moselle. Il y a 13 mètres de dénivelé entre les voies TER et les voies TGV, dans une configuration similaire à celle que l'on trouve à la gare de Valence TGV.
Son coût est estimé entre 100 et 108 millions d'euros (ce montant est plus important que celui de l'étude de RFF de 1999, qui estime à 52 M€ le surcoût par rapport à Louvigny). Sur cette somme, 23 millions d'euros ont déjà été investis en « mesures conservatoires », lors des travaux de la LGV ; par exemple, le terre-plein a déjà été réalisé pour accueillir les quais. Par ailleurs, le surcoût incluait la création d'un évitement technique supplémentaire. Les lignes à grande vitesse sont équipées tous les 80 km de voies de garage qui permettent de garer des rames en cas de problème. Alors qu'à Louvigny on a pu utiliser les voies à quai comme évitement, c'était impossible à Vandières car celui-ci doit être construit sur un terrain plat d'environ 3 500 mètres. Cette infrastructure n'est plus à construire puisque l'évitement de Louvigny est réalisé.
Les études de 2006 du Conseil régional ont planifié un investissement de 88 M€, pour une rentabilité interne qui devrait dépasser 4 %.

#### Enjeux locaux
Vandières tout comme Louvigny sont deux communes situées à environ 15 km de la limite de l'agglomération messine (Ancy-sur-Moselle ou Marly) et à 20 km de l'agglomération nancéienne (Custines). Par contre, Louvigny est en Moselle alors que Vandières est en Meurthe-et-Moselle ; il s'agit bien là plus d'une querelle de clochers que d'un véritable enjeu, les deux communes étant situées sur la frontière départementale.
Pour le président du conseil général de Moselle (Philippe Leroy, élu du canton de Vic-sur-Seille, près de Louvigny), principal partisan de la gare actuelle, cette solution a été l'assurance d'un développement de l'offre TGV vers l'Allemagne. Pour les Mosellans, la crainte était en fait que le choix de Vandières provoque le recul du terminus de la première phase de construction de la ligne depuis Baudrecourt jusqu'à la gare d'interconnexion. Les trains vers Strasbourg auraient alors continué sur ligne classique depuis Nancy et les trains vers Sarrebruck par Metz. Le risque était que la desserte de l'Allemagne par Strasbourg s'avère plus rapide et que Metz se retrouve ainsi beaucoup moins desservie que Strasbourg et Nancy. Il y avait aussi un enjeu symbolique, des voix s'étaient ainsi élevées en Alsace et en Moselle pour que la LGV ne s'arrête pas à l'ancienne frontière franco-allemande résultant de l'annexion de 1871.
Si le maire de Metz, Jean-Marie Rausch, était un opposant déclaré à la gare de Vandières, le maire de Nancy, André Rossinot, est lui aussi réservé. C'est ainsi que des administrations nancéiennes avaient défendu Louvigny en mentionnant une disponibilité foncière et un accès routier plus favorable lors des enquêtes. Le succès de l'interconnexion TER – TGV pouvait en effet réduire le nombre de rames TGV qui desservent directement les deux gares urbaines. Il avait d'ailleurs été proposé de faire de Vandières l'unique point d'arrêt du TGV en Lorraine, les usagers utilisant le TER pour prendre leur correspondance depuis leur ville d'origine. Cette solution, qui aurait permis d'augmenter fortement le nombre d'arrêts du TGV et d'éviter la construction des raccordements de Vandières, était défendue notamment par des militants écologistes. Elle a été rejetée principalement pour des raisons d'image, car il était politiquement impensable que des métropoles comme Metz ou Nancy ne soient pas des « villes TGV », c'est-à-dire desservies par leur gare de centre-ville. Le risque de concurrence avec les gares urbaines a été évoqué lors des études. On aurait pu croire que le succès des trains au départ de Metz et Nancy et l'exemple de la double desserte de Reims ou Valence allaient rendre ces craintes caduques. Mais en juin 2008, Christine Raffin, conseillère régionale d'opposition, les a de nouveau relayées au sein de l'assemblée régionale : « Si la gare de Vandières devait bien voir le jour, nous sommes inquiets quant à son incidence sur la pérennité des arrêts TGV pour les villes de taille moyenne, dans un premier temps, et à plus long terme pour les gares de Metz et Nancy ».
Pour Nancy, la gare de Lorraine TGV prendra une importance supplémentaire après la mise en service du second tronçon de la LGV entre Baudrecourt et Vendenheim. En effet, la LGV présente un profil en « arête de poisson », ce qui signifie qu'il n'y aura pas d'interconnexion entre la ligne Nancy – Metz et la LGV dans le sens Paris – Strasbourg. Si, pour les trains venant de Metz, il est prévu de réaliser une interconnexion à Baudrecourt (à 35 km), celle pour les trains venant de Nancy sera reportée à Réding (à 83 km). Les trains Nancy – Strasbourg ne rouleront donc que sur 46 km de voie nouvelle. Par ailleurs, alors qu'au moins quatre aller-retours quotidiens Luxembourg – Thionville – Metz – Strasbourg sont prévus, la faible densité de population en amont de Nancy fait douter de la rentabilité de liaisons directes Bar-le-Duc – Nancy – Strasbourg ou Épinal – Nancy – Strasbourg, par exemple.

### Perspectives
Avec le choix de Louvigny, l'avantage a été donné de façon décisive à l'accès direct en automobile depuis Metz ou Nancy. À l'heure actuelle[Quand ?], il est en effet souvent plus rapide, pour un trajet entre Metz/Nancy et la province, de changer de train à Paris que d'utiliser la gare de Lorraine TGV : navette routière soumise aux aléas de la circulation urbaine puis sur l'A31 et sans garantie de place disponible à bord les jours d'affluence, temps de correspondance parfois longs à Louvigny, nombreux arrêts dans les gares nouvelles, contournement très long de Paris. Cela est encore plus vrai lorsque l'on vient d'une autre ville de Lorraine, avec la pénalité d'une seconde rupture de charge en gare de Nancy ou de Metz.
Une prospective réalisée par la DATAR avait envisagé deux avenirs possibles pour les transports dans le sillon mosellan :
- un scénario « au fil de l’eau » : localisation de la gare à Cheminot – Louvigny, doublement de l'A31 par une nouvelle autoroute A32, limitation du TER aux trajets domicile-travail ;
- le scénario du développement durable : localisation à Vandières, aménagement pour une plus grande capacité de transport sur la ligne ferroviaire Metz – Nancy, itinéraire fret par Athus et élargissement de l'A31.

Aujourd'hui[Quand ?], le projet d'autoroute A32 est suspendu au profit d'aménagements de l'A31 ; l'itinéraire fret a été réalisé et l'amélioration des capacités de la ligne ferroviaire Luxembourg – Nancy est en cours[Quand ?]. La réalisation de Vandières serait donc la suite logique de ce scénario du développement durable. L'avantage sera donné à la desserte ferroviaire depuis toute la région, jusqu'à Épinal, Longwy, Thionville ou Luxembourg.
L'ancien ministre allemand du transport Reinhard Klimmt et Werner Ried, expert ferroviaire, estiment que Vandières provoquera un afflux de clientèle, notamment de la Sarre et du Luxembourg. Cela pourra contribuer à pérenniser les lignes qui ne sont actuellement pas rentables, voire permettre de nouvelles liaisons TGV.

#### Le projet de Vandières

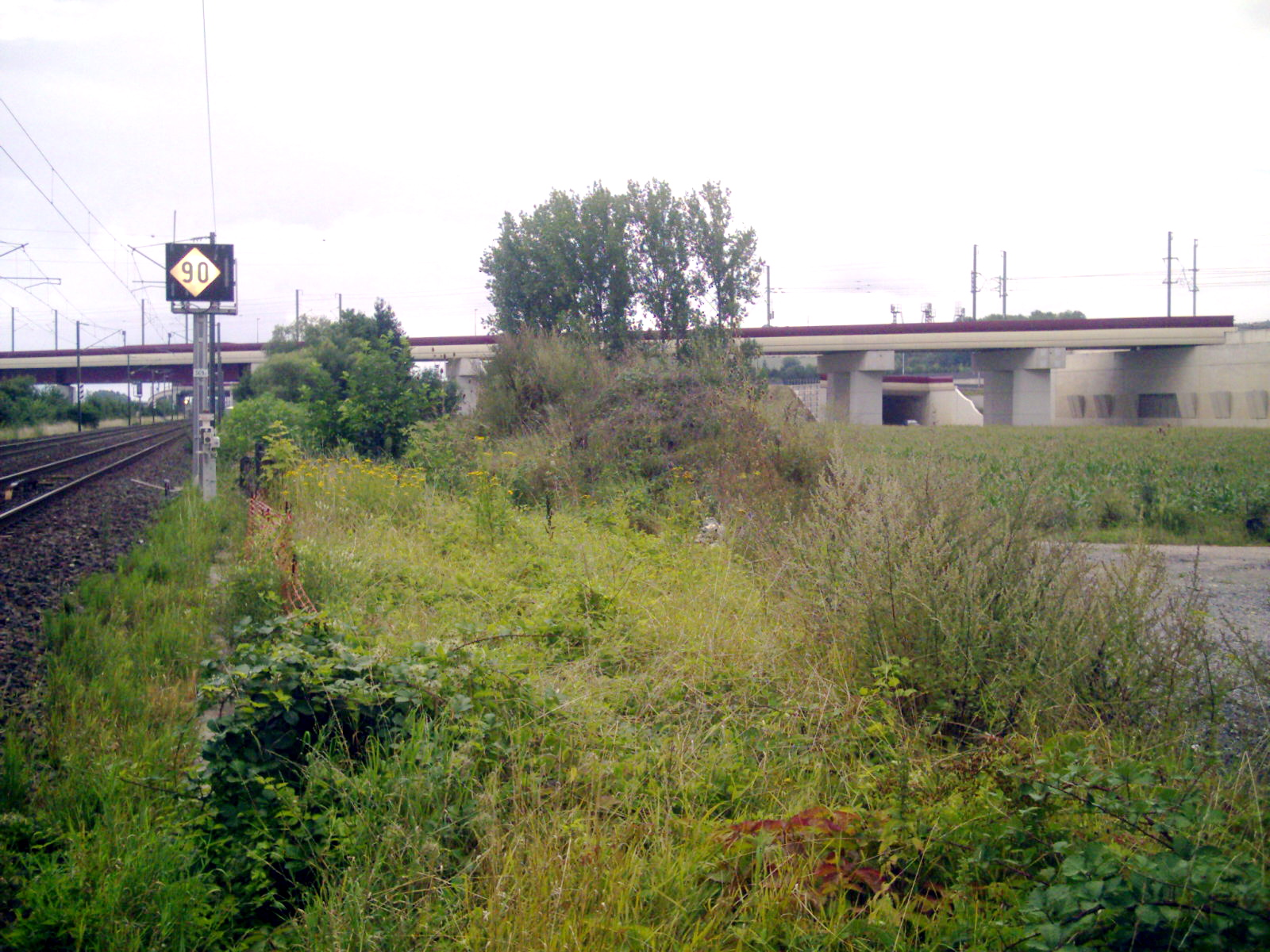
Ligne Nancy – Metz, à Vandières.

La maîtrise d'ouvrage est assurée par le conseil régional, pour le bâtiment voyageurs et les abords, et par RFF, pour l'infrastructure ferroviaire.
Un concours d'architecte sera organisé pour le bâtiment de la gare. L'aspect paysager sera pris en compte avec notamment la création d'une haie ente les quais et le chemin de halage du canal. Une attention particulière sera portée à l'accessibilité aux personnes handicapées et à l'approche « Haute qualité environnementale ».
Le site de la gare occupera une surface d'environ trois hectares, sachant qu'il est aussi prévu de réserver 2,5 ha pour des extensions futures. La construction de la gare nécessitera l'expropriation de 3,5 hectares, appartenant principalement à l'entreprise Klein Agglomérés (groupe Eurobéton) qui a transféré son site de production dans la ZAC d'Atton en 2009.
Des études ont montré que les nuisances sonores causées par le trafic routier et ferroviaire induit par la gare seront limitées.
Le projet s'appuie sur les prévisions suivantes :
- origine des voyageurs TGV[186] : Nancy 41 %, Metz 25 %, Thionville 5 %, Forbach 4 %, Vosges 4 %, autres 21 % ;
- destination[186] : Nord 34 %, Sud-Ouest 31 %, Ouest 29 %, Est 6 % ;
- préacheminement[186] : TER 32 %, parking voiture 20 %, dépose minute 20 %, bus 10 %, taxi 8 %.

Un rond-point sera créé sur la RD952 reliant Pont-à-Mousson et Pagny-sur-Moselle. Il donnera accès à 600 places de parkings situés de part et d'autre de la LGV, entre la route et la voie TER. Plus près des bâtiments voyageurs, on trouvera une gare routière, une zone dépose minute, des parkings pour deux roues et personnes handicapées, une station de taxis et des services de location de voitures.
Il est prévu de réaliser une piste cyclable de Vandières jusqu'à la bande cyclable existant à Pagny-sur-Moselle. Un parcours le long de la RD952 devrait être préféré à un projet plus touristique de vélo-route et voie verte le long du canal, ce qui évitera de devoir créer des franchissements de la voie ferrée.
L'architecture du bâtiment restera modeste, la Région souhaitant maitriser le coût du projet. Il est prévu de créer un bâtiment voyageurs de 1 400 à 1 700 m2. Trois propositions de disposition sont à l'étude :
1. bâtiment de plain-pied sous le viaduc, le long de la voie TER ;
2. bâtiment à un étage sous le viaduc ;
3. bâtiment à un étage le long du viaduc, au-dessus des voies TER.

Le conseil régional ne devrait conserver que les scénarios 1 et 3 lors du lancement du concours d'architecte. Au rez-de-chaussée, on trouvera les locaux techniques SNCF, les quais TER et la gare routière. Les quais TER feront 220 mètres de long et 7 mètres de large. Une circulation verticale permettra de franchir les voies et de rejoindre le bâtiment voyageurs et les quais TGV depuis les deux quais TER. Il n'est a priori pas prévu de réaliser de voies d'évitement pour d'éventuels trains sans arrêt, et de la place sera préservée pour une future troisième voie à quai.
Au premier étage (ou également au rez-de-chaussée, dans l'hypothèse no 1), on trouvera le bâtiment voyageurs. L'enquête publique de 2007 n'a pas noté de demande particulière de services de proximité, en dehors de ceux nécessaires au fonctionnement d'une gare. Il devrait accueillir des services SNCF (salle d'attente, guichet, etc.) et différents commerces (restauration, journaux, vente à emporter, location de voiture…).
Au niveau supérieur, à hauteur du viaduc, on trouvera les quais TGV, de 400 mètres de long et 6,5 mètres de large. Ils seront équipés d'abris chauffés sur 150 mètres et de l'équipement habituel (afficheurs horaires, sièges…) sur la totalité de leur longueur. Ils encadreront les deux voies actuelles (V1 et V2) qui seront doublées par deux voies à quais (V5 et V6). Cette disposition permettra des correspondances confortables par ascenseur ou escalator, à l'abri des intempéries et avec un titre de transport unique.
Située dans le bassin versant du ruisseau de la Marnée (ou ruisseau Moulon), la gare est en zone inondable. Il est prévu de réaliser l'ensemble des parkings et des bâtiments sur des remblais pour éviter les problèmes de crues.
Lors de la mise en service de la gare, tous les arrêts TGV de Louvigny seront reportés à Vandières. La desserte TER sera réorganisée pour optimiser les correspondances avec le TGV. Cette refonte sera réalisée dans le cadre du développement de l'horaire cadencé, qui a été reporté à 2015-2016 (la plupart des régions françaises l'appliquant dès 2012) pour le synchroniser avec la mise en service de la gare et de la seconde phase de la LGV Est.